# Ali Cobrin
Alexandra Alrey Cobrin, meglio conosciuta come Ali Cobrin (Chicago, 21 luglio 1989), è un'attrice statunitense.
È più conosciuta per il ruolo di Molly nella serie televisiva Look e di Kara nel film American Pie: Ancora insieme.

## Vita privata
Ha frequentato il liceo presso la Chicago Academy for the Arts dove si è diplomata nel teatro musicale. Crescendo si è allenata per diventare una ballerina di danza classica arrivando a gareggiare nelle Olimpiadi Junior.

## Carriera
Alexandra ha iniziato la sua carriera dello spettacolo come improvvisatrice nella Second City's teen ensemble e ballerina nel Ballet Theater Burklyn in tour in Scozia esibendosi al Festival Fringe di Edimburgo. Dopo il diploma, all'età di 17 anni, si è trasferita a Los Angeles in California per iniziare una carriera da attrice. Dopo essersi trasferita a Los Angeles ha avuto il suo primo ruolo di attrice in un film relativamente corto del 2008 intitolato One. Lo stesso anno ha recitato in un altro cortometraggio intitolato Jack Turner e il vampiro riluttante, ruolo che le ha fatto vincere due premi al Los Angeles Accolade Competition. Nel 2009 ha avuto un ruolo secondario nel film The Hole in 3D diretto da Joe Dante interpretando Tiffany. Il film ha vinto il primo premio per il miglior film 3D al Festival del Cinema di Venezia del 2009. Nel 2010 fece la sua prima apparizione televisiva in Kings by Night; nello stesso anno ha avuto un ruolo da protagonista nel film Cold Cabin. Nel 2012 ha avuto un ruolo nell'ottavo film della serie American Pie. Nel 2012 ha interpretato il ruolo di Gillian Gracin nel film Life's an itch (La vita è un prurito). Nel 2014 è stata protagonista del film horror Girl House. Ancora nel 2014 è Monica, protagonista di Lap Dance.

## Filmografia

### Cinema
- One, regia di Michael M. Chang - Cortometraggio (2008)
- Jack Turner il Vampiro riluttante, regia di O.J. Baclig - Cortometraggio (2008)
- The Hole in 3D, regia di Joe Dante (2009)
- Cold Cabin, regia di Dennis Luu (2010)
- American Pie: Ancora insieme (American Reunion), regia di Jon Hurwitz e Hayden Schlossberg (2012)
- Life's an Itch, regia di Kevin Alan Kent (2012)
- Girl House, regia di Jon Knautz e Trevor Matthews (2014)
- Cattivi vicini (Neighbors), regia di Nicholas Stoller (2014)
- Lap Dance, regia di Greg Carter (2014)
- A Beautiful Now, regia di Daniela Amavia (2015)
- Outlaw, regia di Tyler Shields (2016)
- One Last Night, regia di Anthony Sabet (2018)

### Televisione
- Kings by Night, regia di Richie Keen - film TV (2010)
- Look: The Series - serie TV, 11 episodi (2010)
- Amici di letto (Friends with Benefits) - serie TV, un episodio (2011)
- Finché morte non ci separi (He Loved Them All), regia di Jake Helgren – film TV (2018)